# Tetralycosa alteripa
Tetralycosa alteripa is een spinnensoort in de taxonomische indeling van de wolfspinnen (Lycosidae).
Het dier behoort tot het geslacht Tetralycosa. De wetenschappelijke naam van de soort werd voor het eerst geldig gepubliceerd in 1976 door Fernando McKay.